# Mikronesisk myzomela
Mikronesisk myzomela (Myzomela rubratra) är en fågel i familjen honungsfåglar inom ordningen tättingar.

## Utseende och läte
Mikronesisk myzomela är en liten, lysande röd fågel med nedåtböjd näbb. På vingar och stjärt är den mörkt svartaktig, liksom i en fläck framför ögat. Lätet består av en blandning av hesa, uppåtböjda visslingar och komplexa tjattrande och gnissliga ljud. 

## Utbredning och systematik
Mikronesisk myzomela delas in i sju underarter med följande utbredning:
- Myzomela rubratra rubratra – förekommer på Kosrae (Karolinerna)
- Myzomela rubratra dichromata – förekommer på Pohnpei (Karolinerna)
- Myzomela rubratra major – förekommer på Chuuk (Karolinerna)
- Myzomela rubratra kurodai – förekommer på Yap (Karolinerna)
- Myzomela rubratra kobayashii – förekommer i Palau (Babelthuap till Angaur)
- Myzomela rubratra asuncionis – förekommer i norra delen av Marianerna
- Myzomela rubratra saffordi – förekommer i södra delen av Marianerna

## Levnadssätt
Mikronesisk myzomela hittas i de flesta miljöer, men mestadels i buskmarker och utmed skogskanter.

## Status
Mikronesisk myzomela har ett begränsat utbredningsområde och populationsutvecklingen är oklar. Den minskar dock inte så pass kraftigt i antal att den anses vara hotad. IUCN kategoriserar arten som livskraftig.